# Germán Uribe
Germán Uribe (Armenia, Colombia; 22 de abril de 1943-20 de enero de 2024) Fue un escritor, diplomático y periodista colombiano.
Publicó 15 libros. Fue embajador en Alemania y cónsul en Berlín. Llevan su nombre la “Fundación Germán Uribe para la Cultura y el Medio Ambiente” y la “Biblioteca Pública Germán Uribe” de Ibagué. Columnista de revista Semana por 10 años. Estudió Filosofía y Letras en la Sorbona de París y sus escritos han aparecido en numerosos diarios y revistas de Colombia y el exterior. Novelista, cuentista y ensayista, sus obras más destacadas son Vitola, El Semental, Bruna de otoño, Los desertores, Atrapados, Detrás del silencio y Sartre en mi vida.

## Biografía
Estudió bachillerato en el Colegio de San Simón de Ibagué y adelantó la carrera de Filosofía y Letras en la Sorbona, París, a la que viajó con la obsesiva idea de conocer a Jean Paul Sartre, escritor y filósofo en el cual se ha especializado.

## Trayectoria
Desde sus 16 años ocupó diversos cargos en el sector público y en el sector privado, siendo el primero de ellos secretario del Club del Comercio de Ibagué en 1959. En 1962 hace su ingreso al sector público al desempeñarse como secretario de la Comisión de Régimen Político y Municipal y Negocios Generales de la Asamblea Departamental del Tolima, con tan solo 19 años.
En  1967 ejerció como asesor de la Gerencia General de Ediciones Tercer Mundo y en 1968 regresó al sector público para ocupar el cargo de jefe de divulgación del Instituto de Crédito Territorial. Posteriormente fue asesor del director de la Escuela Superior de Administración Pública (ESAP), en 1970 y director de divulgación del Instituto Colombiano de la Reforma Agraria (Incora) en 1971.
En 1974 fue gerente de las empresas públicas municipales de Ibagué y desde allí viajó a la República Democrática de Alemania para ejercer los cargos de primer secretario de la Embajada de Colombia, embajador encargado por varios meses y cónsul de Colombia en Berlín.
En 1977 volvió a su país natal como gerente de la Beneficencia del Tolima, y en 1979 regresó al Instituto de Crédito Territorial, pero esta vez como asesor de la Gerencia General del Director de la Agencia de Urbanizaciones Intervenidas. Continuó su paso por el sector público en 1987 como subgerente comercial de Artesanías de Colombia y delegado departamental del Tolima en Bogotá.
Su participación en política lo llevó a ser elegido concejal de los municipios del municipio del Carmen de Apicalá y de Ibagué, capital del departamento del Tolima.
En 1970 fundó y dirigió el periódico Esquina Liberal, que más tarde se convertiría en el semanario de circulación nacional, Esquina Popular.
Ha publicado en numerosos periódicos y revistas de Colombia; en Francia, en la revista latinoamericana Mundo Nuevo y en el diario Libération de París. En México en la revista Crítica de la Universidad Autónoma de Puebla y, en Cuba, en la revista Casa de las Américas. 
Escribió en diversos medios impresos y en algunas publicaciones y portales web. En 1997 abrió la primera página literaria colombiana en Internet La Esquina de Germán Uribe.
Entre 2005 y 2015, fue columnista en la revista colombiana Semana, donde se destacó por su análisis crítico a los diferentes gobiernos de la época y en especial a los de Álvaro Uribe. Por esta razón sus numerosos artículos continúan vigentes y son compartidos en redes sociales de manera permanente.  
Al ser afectado por una enfermedad irreversible en la vista, debió dejar de ejercer su oficio de lector y escritor en julio de 2015 .

## Reconocimientos
En 1989 participó en el Premio Rómulo Gallegos con su novela El Semental, habiendo quedado entre los finalistas. En 1991, fue nominado al Premio «Simón Bolívar» de Periodismo por su ensayo sobre los últimos días de Jean-Paul Sartre publicado originalmente en el diario El Tiempo (Colombia) con el título Los últimos días de Sarte: El infierno son los otros y reproducido posteriormente en varios medios.
En 2012 fue exaltado con un decreto de honores por el alcalde de Ibagué como reconocimiento a su trayectoria intelectual y de servicio público, y en julio del mismo año, tras donar cerca de 6.000 libros de su biblioteca personal a una población de más de 100.000 habitantes de la Comuna 8 de la capital tolimense, la administración local designó las instalaciones dispuestas para ello como Biblioteca Germán Uribe Con el fin de prestar un servicio a la comunidad de aquellos barrios, y en especial a sus niños y jóvenes, complementando con ello el ya mencionado de la biblioteca, en agosto de 2012 se constituyó la Fundación Germán Uribe para la Cultura y el Medio Ambiente que desarrolla sus actividades en la ciudad de Ibagué.

## Libros publicados
No ficción
- Ideario de una Vocación Política (reportaje). Ediciones Esquina 2000. [1974].
- Literatura y Política I (artículos). Ediciones Esquina 2000. [1982].
- Detrás del silencio: apuntes y reflexiones. Ediciones Esquina 2000. [1988].
- Literatura y Política II (artículos). Ediciones Esquina 2000. [1988].
- Literatura y Política III (artículos). Ediciones Esquina 2000. [1995].
- Semblanzas y añoranzas del Tolima (Historia). Pijao Editores. [2021].
- Sartre en mi vida (filosofía). Icono Editorial. [2021].
- Reflexiones Existenciales (aforismos). Icono Editorial. [2023].

Colecciones de cuento
- Vitola (relatos). Carlos Valencia Editores. [1980].
- Con tu Perfume de Mujer (relatos). Ediciones Esquina 2000. [1992].
- Atrapados (cuentos). Icono Editorial. [2020].

Novela
- El ajusticiamiento (novela). Pijao Editores. [1986].
- El semental (novela). La Oveja Negra. [1988].
- Bruna de Otoño (novela). La Oveja Negra. [1990].
- Los desertores (novela). Icono Editorial. [2020].

## Más sobre la obra
Sus ficciones aparecen en diversas antologías de cuento. La editorial francesa Le bord de l´eau, publicó el libro Pourquoi Sartre? donde aparece un texto suyo junto al de 104 reconocidos intelectuales de todo el mundo.
Tiene inéditos los siguientes materiales: 
- Mi vida (autobiografía)
- Diario 1 (autobiográfico)
- Diario 2 (autobiográfico)
- Diario 3 (autobiográfico)
- Precisiones (compilación de artículos de prensa),
- Esquinazos (aforismos).